# 独立行政法人通則法
独立行政法人通則法（どくりつぎょうせいほうじんつうそくほう、平成11年7月16日法律第103号）は、独立行政法人における通則に関する日本の法律である。
独立行政法人の運営の基本その他の制度の基本となる共通の事項を定め、各独立行政法人の名称、目的、業務の範囲等に関する事項を定める法律と相まって、独立行政法人制度の確立ならびに独立行政法人が公共上の見地から行う事務および事業の確実な実施を図り、もって国民生活の安定および社会経済の健全な発展に資することを目的とする。法令番号は平成11年7月16日法律第103号、1999年（平成11年）に制定された。総務省行政管理局管理官室（独立行政法人制度総括・特殊法人総括）が所管している。
なお、各独立行政法人の組織、運営および管理については、個別の法律に定めるもののほか、この法律の定めるところによるものとされる。

## 構成
- 第一章　総則
  - 第一節　通則（第1条 - 第11条）
  - 第二節　独立行政法人評価制度委員会（第12条 - 第12条の8）
  - 第三節　設立（第13条 - 第17条）
- 第二章　役員及び職員（第18条 - 第26条）
- 第三章　業務運営
  - 第一節　通則（第27条 - 第28条の4）
  - 第二節　中期目標管理法人（第29条 - 第35条の3）
  - 第三節　国立研究開発法人（第35条の4 - 第35条の8）
  - 第四節　行政執行法人（第35条の9 - 第35条の12）
- 第四章　財務及び会計（第36条 - 第50条）
- 第五章　人事管理
  - 第一節　中期目標管理法人及び国立研究開発法人（第50条の2 - 第50条の11）
  - 第二節　行政執行法人（第51条 - 第63条）
- 第六章　雑則（第64条 - 第68条）
- 第七章　罰則（第69条 - 第72条）
- 附則